# ロールス・ロイス・シルヴァードーン
シルヴァードーン（Silver Dawn ）は、イギリスの自動車メーカーであるロールス・ロイスが製造・販売していた高級車である。。

## 初代（1949年 - 1955年）

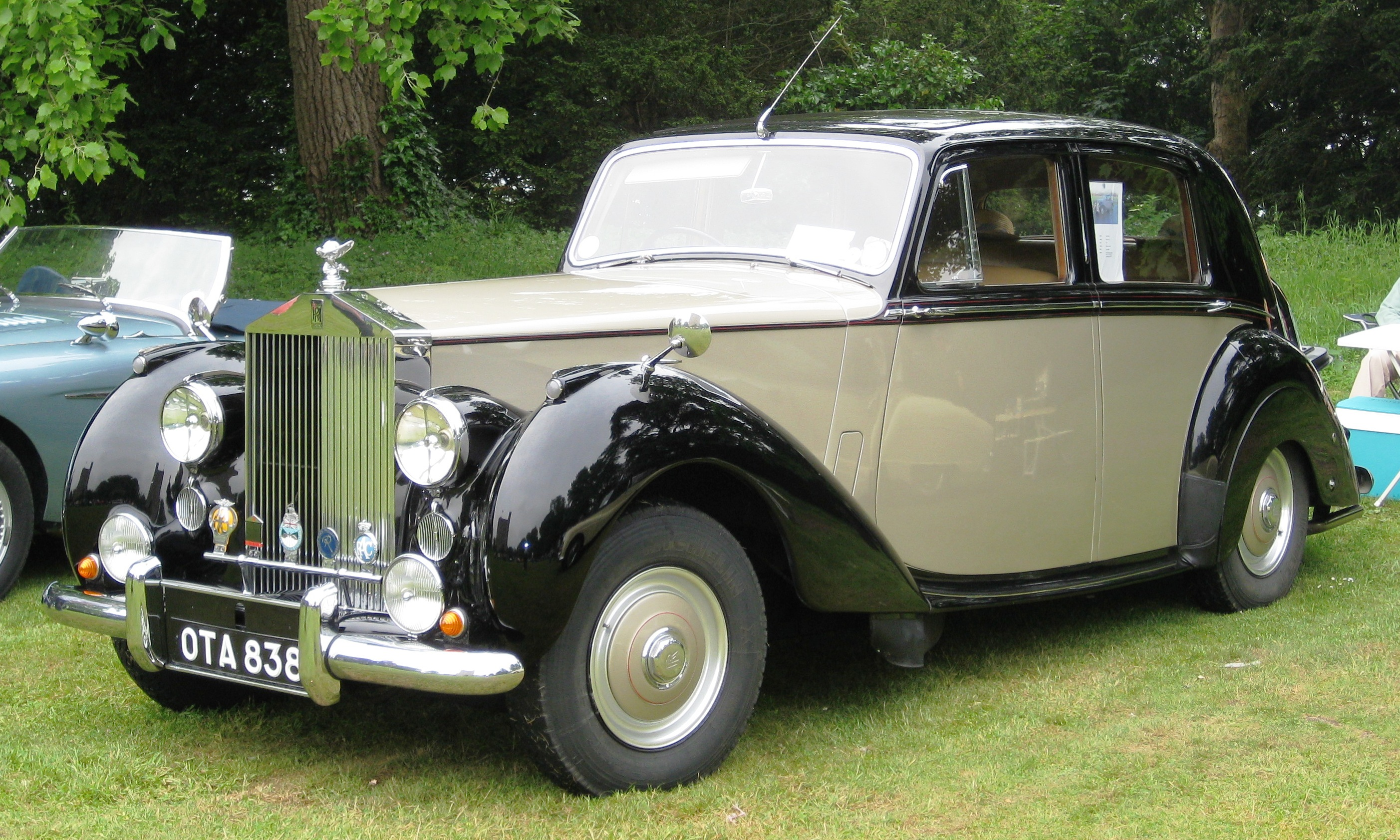
シルヴァードーン

イギリスは第二次世界大戦で戦勝国になったものの膨大な戦費で経済は疲弊し、復興のために対米輸出が必要とされ、自動車はスコッチ・ウイスキーと衣料の生地と並んで輸出品の代表だった。また欧州戦線で戦った米兵がヨーロッパ車を持ち帰り、アメリカでヨーロッパ車ブームが起きていた。この需要を狙って1949年トロントの世界博で発表され、発売された。アメリカ輸出を目的としていたため当初は全車左ハンドルであった。
注文に従いコーチビルダーがボディを架装する形で販売されたシルヴァーレイスよりも下位車種であり、スタンダードスチールボディーの装着を前提としていたベントレー・マークVIの完全な兄弟車であり、違いはラジエーターグリルとマスコットを除けば、スキナーズ・ユニオン製ツインだったキャブレターがストロンバーグ製シングルにデチューンされていたことのみである。
当初内径φ3.5in=約88.9mm×行程4.5in=約114.3mmの直列6気筒で排気量は4,257ccのエンジンを搭載して発売され、1951年シルヴァーレイスと同様に内径φ92mmとし4,566ccに拡大され、同様に1952年にはオートマチックトランスミッションがオプションで用意されたが、4,887ccエンジンは搭載されず、1955年シルヴァークラウドに置換され製造中止となった。製造台数は760台に留まった。

## 2代目（1997年 - 1998年）
1997年からショートホイールベース版のシルヴァースピリットが受注生産となり、シルヴァースパーに当たるモデルに新たにシルヴァードーンの名称が与えられた。
シルヴァースパーの名称は低圧ターボを装備したモデルに与えられた。リムジン版はパークウォードである。
空力特性を重視し変更を施されたボディと、使い勝手の向上が図られた内装を持つ完成度の高い車であったが、当時のロールス・ロイス社は経営難にあり、モデルライフは短命に終わる。後継はシルヴァーセラフ。
最高速度は214km/h、0-60マイル/hは9.5秒と発表された。